# Joseph Roth (Politiker)

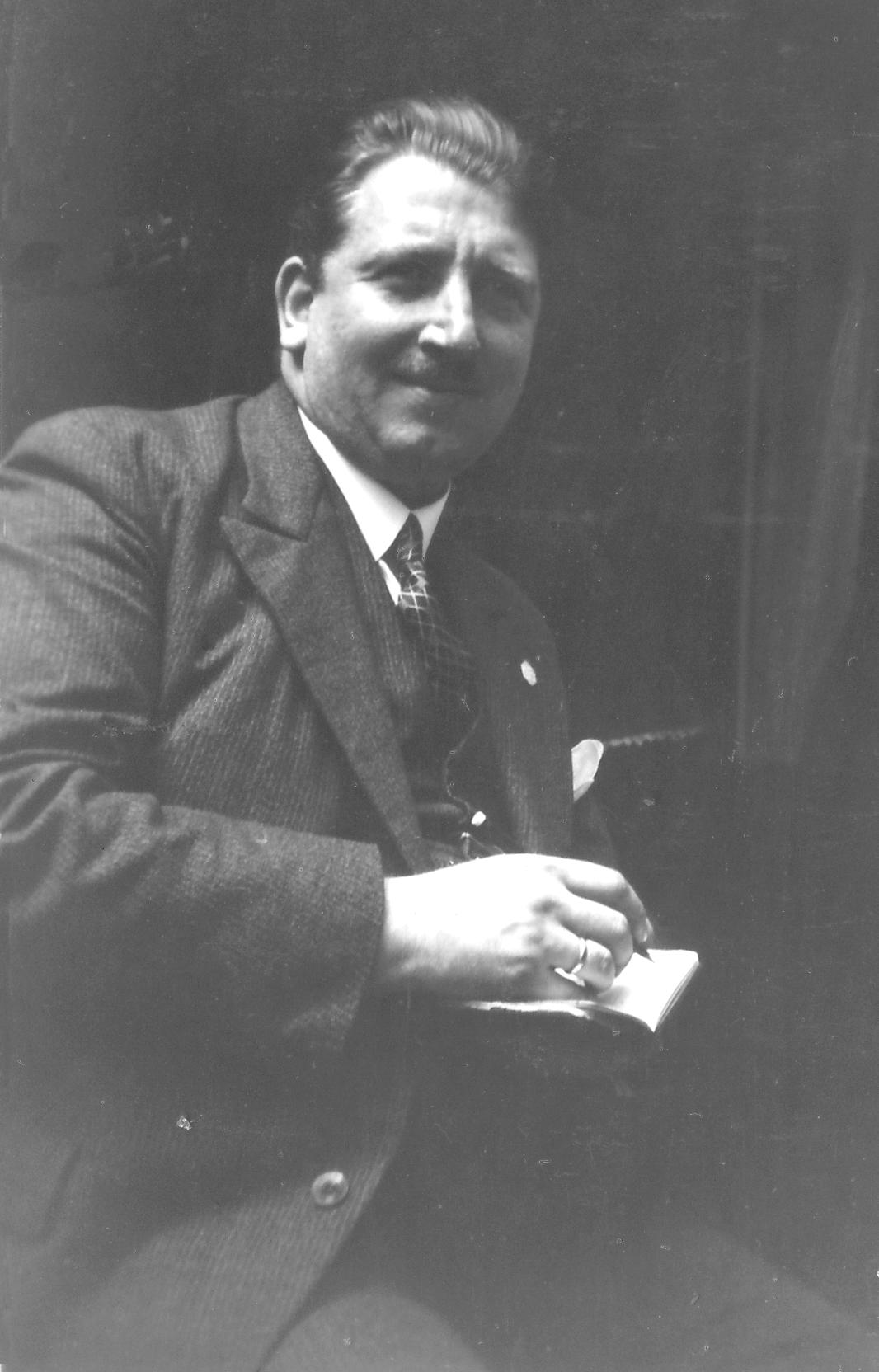
Joseph Roth (1930)

Joseph Roth (* 30. Januar 1896 in Köln; † 22. Januar 1945 in Friesdorf) war deutscher Volksschullehrer und Politiker der Zentrumspartei. Er war 1. Vorsitzender des Zentrums in Bad Godesberg und Kreistagsmitglied des Landkreises Bonn. Er wurde als Gegner der Nationalsozialisten verfolgt und starb an den Folgen der Inhaftierung im Konzentrationslager Buchenwald.

## Leben und Beruf
Roth wurde als erstes von sieben Kindern des Kirchen- und Dekorationsmalers Wilhelm Roth (1870–1948) und dessen Frau Margarethe, geborene Kruth (1866–1932), geboren. Er wuchs im Belgischen Viertel in Köln in einer streng katholischen Umgebung auf. Drei seiner jüngeren Brüder, Willi (1898–1952), Ernst (1902–1945) und Karl Gustav (1902–1987), wurden Priester. Sein Vorbild war der Pädagoge Lorenz Kellner. Nach dem Besuch der Volksschule absolvierte er eine Ausbildung als Volksschullehrer am Lehrerseminar und der vorgeschalteten Präparandie in Euskirchen.
1914, zu Beginn des Ersten Weltkriegs, trat Roth als Kriegsfreiwilliger in das in Köln stationierte 5. Westfälische Infanterie-Regiment Nr. 53 ein und wurde Ende Dezember 1914 in Frankreich bei Neuve-Chapelle im Stellungskrieg nach der ersten Marneschlacht schwer verwundet. Er bekam das Eiserne Kreuz 1. Klasse sowie das Verwundetenabzeichen in Schwarz. Nach seiner Entlassung aus dem Militärdienst 1917 als Vizefeldwebel – diese Laufbahn stand ihm mit Einjährig-Freiwilligem-Privileg offen – beendete er im Januar 1918 seine Ausbildung zum Volksschullehrer in Euskirchen. Seine beiden Lehrerprüfungen hatte er am 5. Februar 1918 und am 28. Oktober 1919.
Als Junglehrer war er an verschiedenen Volksschulen tätig.

## Politische Laufbahn
Seine politische Karriere begann im Bad Godesberger Windthorstbund. Von dort wechselte er sehr schnell zur Zentrumspartei unter dem Vorsitz des damaligen Kreistagsmitgliedes Bonn-Land, Peter Hensen und wurde kurze Zeit später zu dessen Stellvertreter im Kreistag gewählt. 1929 wurde Roth zum 1. Vorsitzenden der Bad Godesberger Zentrumspartei gewählt. Im März 1933 wählte man ihn zum Vollmitglied in den Kreistag Bonn-Land.
Seit 1924 arbeitete Roth auch als Schriftleiter für die Godesberger Volkszeitung, die Parteizeitung des Godesberger Zentrums.

## Verfolgung im Nationalsozialismus

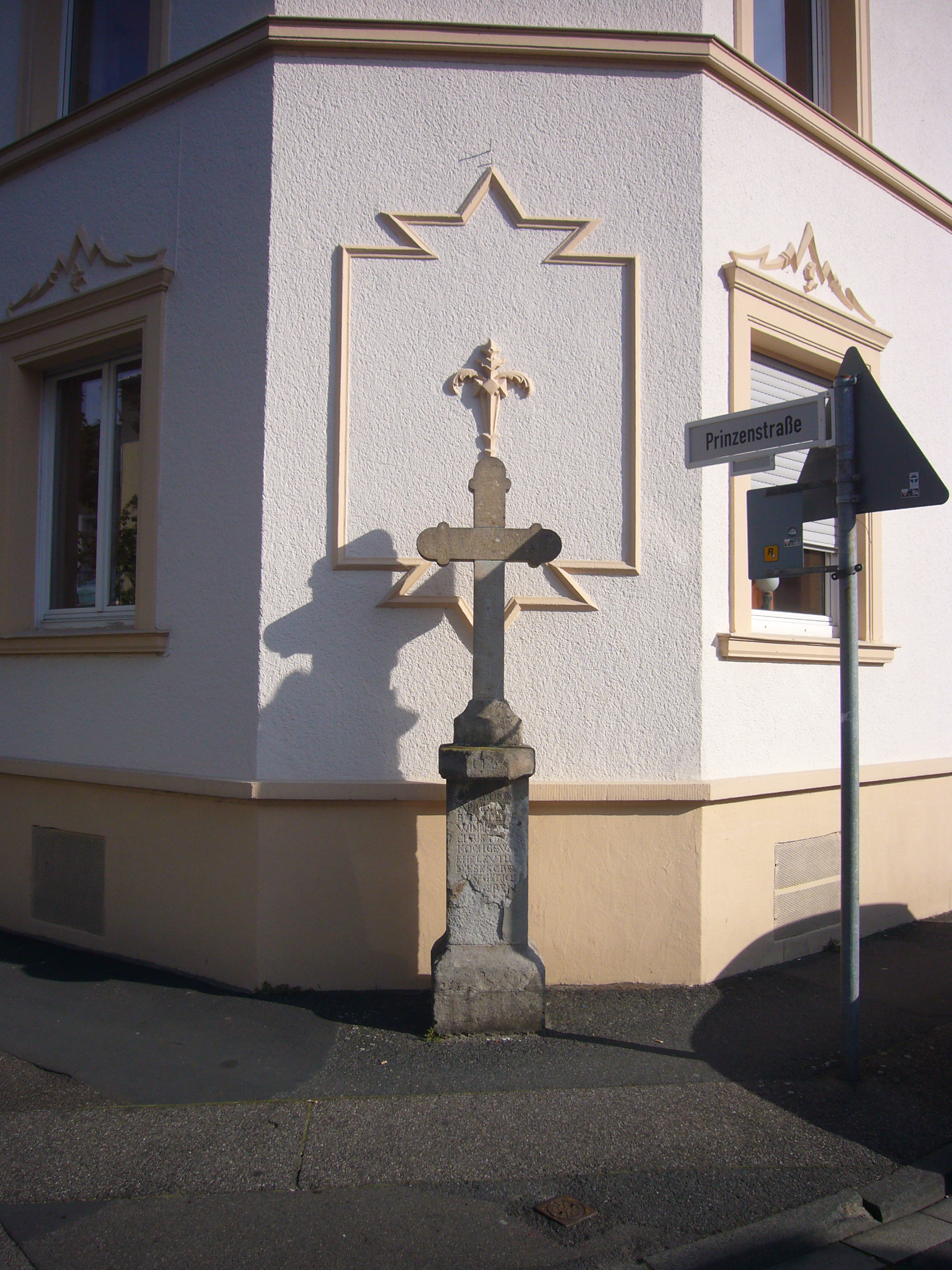
Das alte Votivkreuz an seinem heutigen Standort

In vielen Artikeln der Godesberger Volkszeitung und mit Reden auf öffentlichen politischen Veranstaltungen griff Roth immer wieder die Nationalsozialisten an. Mit der Machtergreifung der Nationalsozialisten wurden Roth und der Godesberger Bürgermeister Zander am 13. März 1933 auf Bestreben von Heinrich Alef, zwangsweise beurlaubt und für einen Tag in „Schutzhaft“ genommen. In der Schulchronik der Burgschule, an der er damals als Lehrer tätig war, steht dazu:

„Am Montag, den 13. März, wurde die nationale Revolution in Godesberg durchgeführt. Eine SA-Mannschaft (Sturmabteilung) besetzte das Rathaus und nötigte den Bürgermeister, die beiden besoldeten Beigeordneten und drei weitere Beamte, sich sofort ‚beurlauben‘ zu lassen. Auch an der Burgschule erschien eine solche Abteilung von 20–30 Mann und veranlaßte, daß der Lehrer Roth sofort beurlaubt wurde, weil er in seiner Eigenschaft als Vorsitzender der Godesberger Zentrumspartei die Nationalsozialisten scharf bekämpft hatte.“

Am 3. Juni 1933, wieder unter massivem Druck von Alef, nun der nationalsozialistische Bürgermeister von Bad Godesberg, musste er sein Mandat als Kreistagsabgeordneter sowie sein Amt als Vorsitzender der Zentrumspartei in Bad Godesberg niederlegen. Einige Wochen später, am 6. April, schrieb Alef in seinem Amt als Staatskommissar zum Versetzungsversuch gegen Roth als Lehrer:

„Lehrer Roth war und ist vermutlich auch heute noch Führer der hiesigen Zentrumspartei. In dieser Eigenschaft hat er sich durch Verbreitung unwahrer Behauptungen, insbesondere auch über die N.S.D.A.P., in Bad Godesberg unmöglich gemacht. Er wird im übrigen als der Urheber der in dem hiesigen Zentrumsorgan (Godesberger Volkszeitung) wiederholt erschienenen hetzerischen Artikel, die die Entwicklung der nationalen Erhebung gerade hier im zentrümlichen Bad Godesberg besonders erschwert und gehemmt hatten, bezeichnet. Auch ist Roth öfter als öffentlicher Redner aufgetreten und hat hierbei selbst vor Beleidigungen und verletzenden Ausdrücken gegenüber seinen politischen Gegner nicht zurückgeschreckt.“

Dennoch war er noch weiter als Lehrer an der Bad Godesberger Burgschule tätig. Erst 1935 schaffte es Alef, dass Roth an die Friesdorfer Volksschule versetzt wurde. Dadurch kam es dazu, dass Roth den Lehrereid auf Hitler nicht mitmachte, da er zum Zeitpunkt des Eides weder in der Burgschule noch an seiner neuen Stelle, der Friesdorfer Volksschule, war und ihn auch nicht nachträglich ableisten musste. Im selben Jahr hatte auch sein Bruder, Vikar Ernst Moritz Roth, große Schwierigkeiten mit den Nationalsozialisten. Bei Kriegsbeginn 1939 wurde Roth zunächst zur Wehrmacht eingezogen, aber aus akutem Lehrermangel und Altersgründen 1940 wieder entlassen. Nachdem Roth von der Front heimgekehrt war, traf er sich heimlich mit Hans Karl Rosenberg:

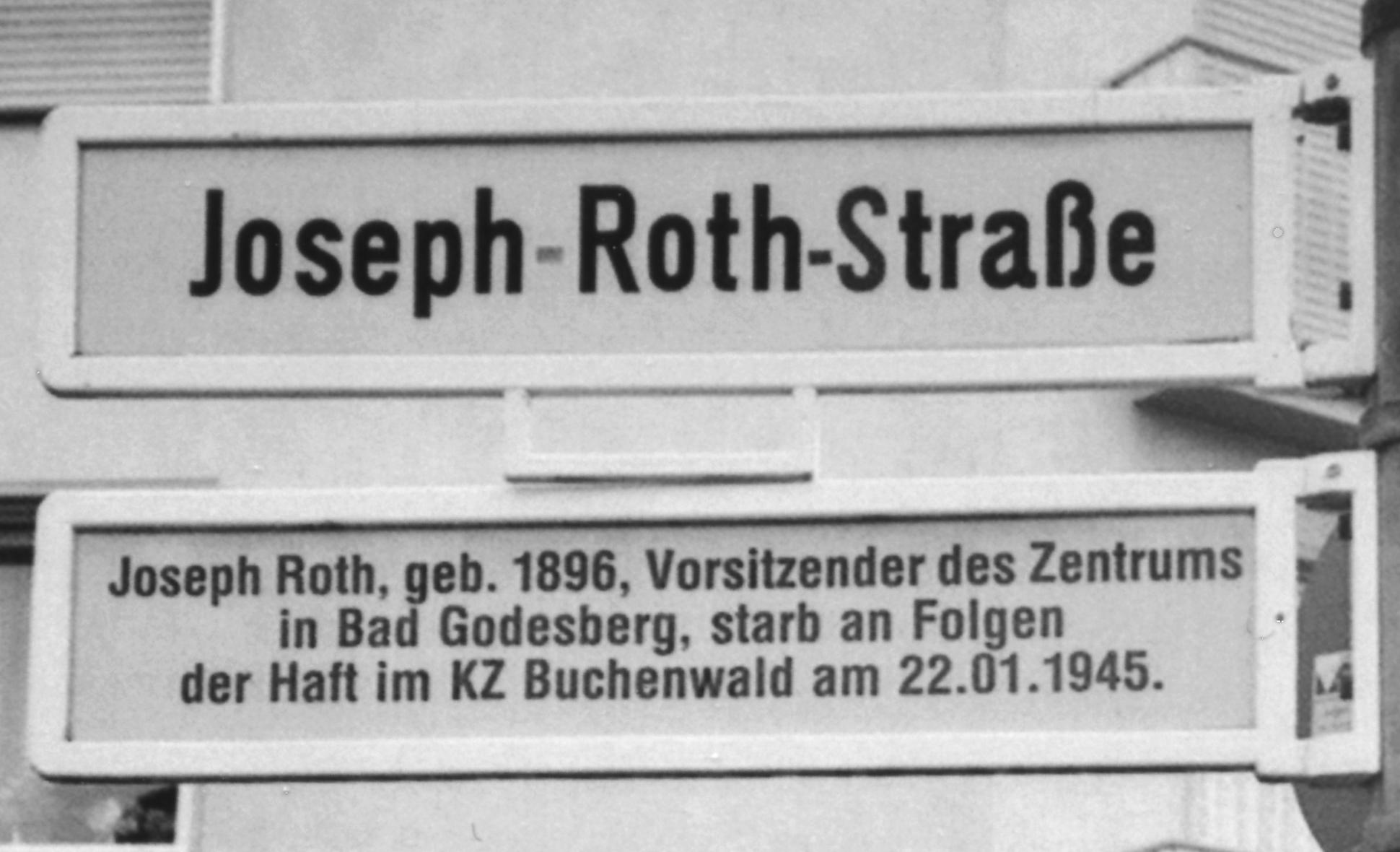
Das heutige Straßenschild mit Erklärungstafel

„Einige Zeit nach seinem plötzlichen Verschwinden, ich glaube es waren ein paar Monate, war Herr Roth auf einmal wieder da, erschien jedoch nicht in der Schule. Allerdings kam er zu uns nach Hause zu Besuch, und mein Vater schloß sich mit ihm in seiner Bibliothek ein. Stunden später trennten sie sich und ich sah ihn nicht wieder.“

Rosenberg starb am 17. April 1942 an den Folgen eines ärztlichen „Nicht-Beistandes“.
Als überzeugter Katholik baute Roth zu jeder Fronleichnamsprozession große Altäre vor seinem Haus auf und betete regelmäßig mit den Schulkindern. Auch deshalb wurde mehrfach das alte Familienkreuz, eines von vier alten Votivkreuzen von Friesdorf, umgeworfen und beschädigt. Roth jedoch ließ das Kreuz immer wieder neu aufrichten und instand setzen. Von 1940 bis 1944 war Roth wieder als Lehrer in Friesdorf tätig. Am 22. August 1944 wurde er nach dem Attentat auf Hitler im Rahmen der Aktion Gitter verhaftet, einen Tag später in das Kölner Gestapo-Gefängnis EL-DE-Haus eingeliefert und von dort mit anderen ehemaligen Reichstagsabgeordneten und Politikern demokratischer Parteien (u. a. mit Konrad Adenauer, Thomas Eßer, Josef Baumhoff, Peter Schlack, Otto Gerig, Peter Paffenholz, Peter Knab und Hubert Peffeköver) in das Arbeitserziehungslager in den Messehallen in Köln-Deutz, dem Messelager Köln, überführt. Vom Messelager aus wurden Roth, Gerig, Schlack, Baumhoff, Knab und Peffeköver mit weiteren ehemaligen Politikern und auch mit dem Priester Alexander Heinrich Alef am 16. September 1944 ins KZ Buchenwald deportiert, Häftlingsnummer 81555. Zusammen mit Baumhoff, Gerig, Knab, Peffeköver und Schlack wurde er in dem Zellenblock 45 untergebracht.

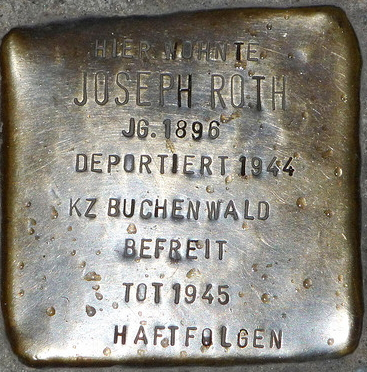
Der verlegte Stolperstein am Wohnhaus

Bei seiner Entlassung am 28. Oktober 1944 wurde Roth von einem KZ-Arzt noch eine Giftinjektion, eine sogenannte Benzinspritze (Phenolspritze), injiziert und er kehrte total abgemagert (von ehemals 120 kg bei der Verhaftung auf 48 kg bei der Entlassung) nach Hause zurück. Kurz vor Ende des Jahres sollte Roth laut Anweisung der Gestapo nach Leipzig in Sachsen zwangsausgewiesen werden, daher versteckte er sich zuerst bei seinem Vetter Josef Höffer. Schließlich versteckte sein Bruder Ernst ihn bei der befreundeten Familie Wachter in Dattenfeld. Auf Bitten der Ehefrau bei der Gestapo konnte er schließlich zu Weihnachten wieder heimkehren.

## Tod
Am 22. Januar 1945 starb er zu Hause an den Folgen des Giftes. Von Behördenseite aus wurde der Familie untersagt, ein reguläres Begräbnis durchzuführen, und auch der Ortspfarrer hatte zu viele Bedenken, teilzunehmen. Engste Freunde und Schulkinder zogen auf zwei Schlitten den Sarg zum Friedhof. Nachdem polnische Kriegsgefangene das Grab ausgehoben hatten, wurde Roth von seiner Frau, seinen Kindern und von seinen Geschwistern Ernst (in der Eigenschaft als Priester), Karl und Elisabeth im engsten Familienkreis begraben. Die Gestapo verlangte jedoch noch einen Textzusatz auf dem Totenzettel:

„Sein Tod erfolgte plötzlich infolge seiner bei den letzten Fliegerangriffen stark erschütterten Gesundheit.“

## Erinnerung
Katharina Roth musste darum kämpfen, als politisch verfolgtes Opfer zu gelten, und bekam schließlich den Ausweis Politisch Verfolgter Nr. 123. 1950 regte Peter Hensen bei der Stadtverwaltung an, doch für seinen Parteifreund und Nazi-Opfer eine Ehrung vorzunehmen. Daraufhin wurde im selben Jahr durch den Bürgermeister von Bad Godesberg, Heinrich Hopmann, der Friesdorfer Dorfplatz in Joseph-Roth-Platz umbenannt. Nach heftigen Bürgerprotesten wurde der Name des Platzes jedoch 1956 wieder aufgehoben und eine Seitenstraße am Wohnhaus von Roth in Joseph-Roth-Straße umbenannt. Auch dort wehrten sich die Anwohner gegen den Namen noch bis Mitte der 1960er Jahre und drohten mit Wahlboykott. Doch dieses Mal blieb der Protest erfolglos, und der Straßenname blieb.
Bernd Wittschier schrieb in Theologisches, einer Beilage der Offerten Zeitung für die katholische Geistlichkeit, 1989 erstmals über den „Märtyrer Roth“. 1996 kam dann der Aufruf an Zeitzeugen für Roth von Prälat Helmut Moll im Blatt des Presseamtes des Erzbistums Köln (Nr. 800). Dieser Aufruf erfolgte im Zusammenhang mit Arbeiten am deutschen Martyrologium, zu denen Prälat Moll beauftragt worden war. Im Jahr 2000 wurde Joseph Roth in das deutsche Martyrologium des 20. Jahrhunderts aufgenommen.

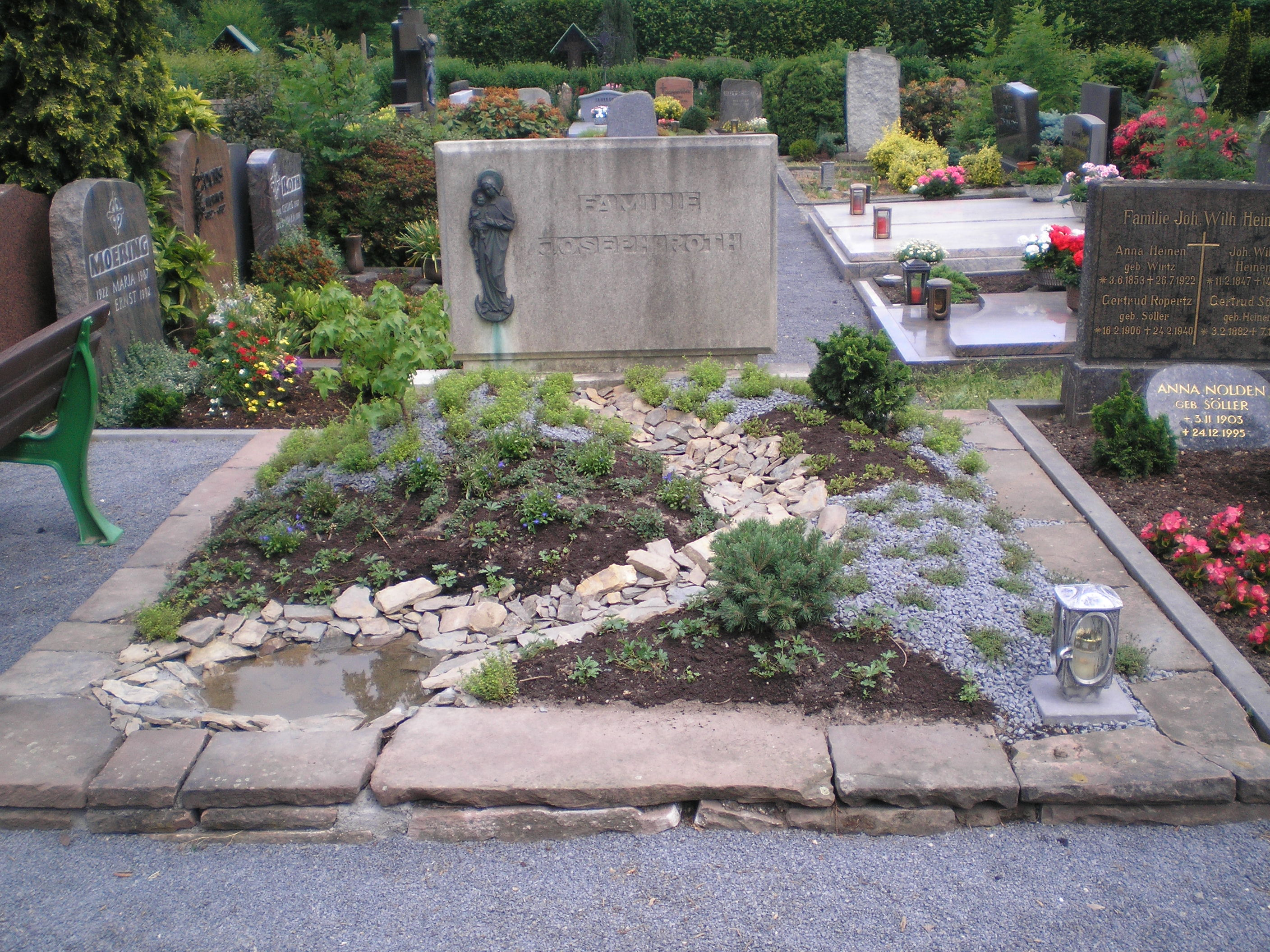
Das Grab auf dem Friesdorfer Friedhof

In der Wanderausstellung „Märtyrer des Erzbistums Köln aus der Zeit des Nationalsozialismus“, die das Bildungswerk der Erzdiözese Köln an verschiedenen Orten seit 2000 zeigt, sind eine Replik seiner KZ-Haftnummer und der rote Winkel für politische Häftlinge Hauptaugenmerk sowie ein Kurzabriss eines Lebens zu sehen.
Im Jahr 2003 wurde in der Basilika St. Ursula ein Gedenkort für die Kölner Märtyrer der Gegenwart geschaffen, wobei auch Roths Name dort in der neugeschaffenen Gedenkkapelle innerhalb der Kirche einen Platz gefunden hat. Ende 2005 ehrte die Stadt Bonn Roth, indem sie sein Grab zu einem Ehrengrab erhob. Im Mai 2006 verlegte der Künstler Gunter Demnig vor dem ehemaligen Wohn- und Sterbehaus in Friesdorf einen Stolperstein für Roth. Am 30. Januar 2020 wurde ein zweiter Stolperstein vom Künstler Demnig für Roth in Bad Godesberg verlegt.

## Ehrungen
- 1950, 25. Juli: Joseph-Roth-Platz in Friesdorf (bis 1956, nach Bürgerprotesten)[23]
- 1956, 23. Februar: Joseph-Roth-Straße in Friesdorf[24]
- 2000, 7. Mai: Neuer Blutzeuge und Märtyrer der katholischen Kirche[32]
- 2005, 30. November: Ehrengrab der Stadt Bonn[33]
- 2006, 26. Mai: Stolpersteinverlegung für Roth[34]
- 2016, 17. April: Eröffnung der Dauerausstellung „Buchenwald. Ausgrenzung und Gewalt 1937 bis 1945“. Roth ist dort stellvertretend für die Opfer der „Aktion Gewitter“.
- 2020, 30. Januar: Stolpersteinverlegung für Roth[31]